# Blaise Colomban de Bender
Pour les articles homonymes, voir Bender.
Blaise Colomban Bender devenu après son anoblissement en 1782 le baron Blaise Colomban de Bender (en allemand Blasius Columban Freiherr von Bender), né le 14 novembre 1713 dans une famille bourgeoise de Gengenbach (une ville du cercle de Souabe, en Forêt-Noire, dans le margraviat de Bade) et décédé à Prague le 20 novembre 1798, est un militaire, officier de l'armée impériale du Saint-Empire romain germanique.
Il termina sa carrière comme Feld-maréchal.

## Biographie
Blaise Bender entra en 1733 dans l'armée impériale. Il eut encore l'occasion de servir le prince Eugène lors de la guerre austro-russo-turque de 1735-1739. Il participa ensuite à de nombreuses guerres tant extérieures qu'intérieures de l'empire. Il participa ainsi aux campagnes de pacification des provinces de Silésie et des Pays-Bas ainsi qu'à la guerre de Sept Ans durant lesquelles avec bravoure il n'épargna pas sa personne et fut plusieurs fois grièvement blessé à Mollwitz, Prague, Striegau et Trautenau.
Bender s'était marié trois fois, le nom de sa première épouse n'est pas connu, sa seconde épouse fut Jeanne Catherine Michael von Gutenthal. À 61 ans, le 14 janvier 1774, il épousa en troisièmes noces Louise zu Ysenburg und Büdingen in Philippseich (1731-1813), fille du général feld-maréchal Guillaume Maurice comte d'Ysenburg, comte-palatin.

### Évolution de carrière
Il fut nommé colonel (Oberst) en 1758, général major en 1769, en 1775 lieutenant Feld-maréchal, Feldzeugmeister en 1786 et feld-maréchal en 1790.
Il fut anobli en 1782 par l'Empereur des Romains, Joseph II, en même temps que ses quatre neveux, avec le titre de baron du Saint-Empire Romain.
En 1785 il fut nommé commandant militaire de la forteresse de Luxembourg.

### La campagne de pacification des Pays-Bas

Lors de la capitulation de Bruxelles le 2 décembre 1790, le Feldzeugmeister Bender reçoit du bourgmestre des lignages de Bruxelles Henri-Ferdinand-Joseph de Locquenghien, accompagné du magistrat, les clefs de la ville.

Lors de la révolte en 1789 des provinces des Pays-Bas autrichiens, appelée révolution brabançonne, il fut désigné du fait que ses troupes étaient cantonnées à Luxembourg pour mener la campagne de pacification. À ce titre, il participe à la bataille de Falmagne le 22 septembre 1790, où il commande les troupes autrichiennes victorieuses. Fin novembre 1790, il partit de la forteresse de Luxembourg avec 30 000 hommes jusqu'à Bruxelles, qu'il parvint à reprendre aux insurgés, puis pacifia en quelques semaines tout le territoire des Pays-Bas, permettant au gouverneur général Albert Kasimir von Sachsen-Teschen de reprendre ses fonctions. Il fut récompensé pour la réussite de ses opérations par la grand-croix de l'Ordre militaire de Marie-Thérèse.

### Les guerres de la Révolution Française
Il prit ensuite une part active dans les guerres de la Révolution française et se signala lors du siège de Luxembourg alors qu'il avait déjà 82 ans en défendant durant huit mois la forteresse contre l'avancée de l'armée révolutionnaire française, jusqu'à la capitulation du 1er juin 1795.
Durant sa longue carrière militaire, il avait pris part à 29 campagnes militaires, douze grandes batailles et six sièges.

## Patrimoine
Bender habita après 1783 en face du Parc de Bruxelles dans l'hôtel Bender, un hôtel construit d'après les plans de Louis Montoyer et Barnabé Guimard. Cet hôtel de style néoclassique était composé de sa résidence et de deux maisons indépendantes. Il sera remanié par l'architecte Ghislain-Joseph Henry en 1818, à la demande du roi Guillaume Ier, afin de le relier à l'hôtel de Belgiojoso par une galerie en arcade, ce qui constituera l'embryon du futur palais royal de Bruxelles.

## Iconographie
- Portrait gravé du feld-maréchal Blaise Colomban de Bender, avec la légende : « Blaise Colomban de Bender : baron du St Empire Romain, grand-croix de l'Ordre royal et militaire de Marie Thérese, maréchal des armées, colonel propriétaire d'un régiment d'infanterie, au service de l'Empereur et Roi et commandant général du corps d'armée aux Pays-Bas &.a &.a &.a ».